# Siolmatra pentaphylla
Siolmatra pentaphylla là một loài thực vật có hoa trong họ Cucurbitaceae. Loài này được Hermann August Theodor Harms mô tả khoa học đầu tiên năm 1926.

## Phân bố
Loài bản địa Bolivia, miền bắc Brasil, Ecuador, Guyana, Peru.